# Szekessya freyi
Szekessya freyi es una especie de coleóptero de la familia Salpingidae.

## Distribución geográfica
Habita en Fiyi.